# Philippe Laudenbach
Philippe Laudenbach, född 31 januari 1936 i Bourg-la-Reine, Hauts-de-Seine, död 22 april 2024 i Toulouse, Haute-Garonne, var en fransk skådespelare. Han var utbildad vid Conservatoire national supérieur d'art dramatique och filmdebuterade 1963 i Alain Resnais' Muriel.

## Filmer i urval
- Muriel (1963)
- Min farbror från Amerika (1980)
- Äntligen söndag! (1983)
- Notre histoire (1984)
- Betty Blue - 37°2 på morgonen (1986)
- 4 aventures de Reinette et Mirabelle (1987)
- Quelques jours avec moi (1988)
- Den fallna kvinnan (1992)
- Le radeau de la Méduse (1998)
- En sydfransk affär (2009)
- Franska nerver (2010)
- Gudar och människor (2010)
- Slåss för livet (2011)
- La jeune fille sans mains (2016)